# ドメニコ・パラディエス
ピエトロ・ドメニコ・パラディエス（Pietro Domenico Paradies、1707年ごろ - 1791年8月25日）は、イタリアの作曲家、チェンバロ奏者、音楽教師。主にイギリスで活動した。もっとも有名な曲に12曲からなるチェンバロ・ソナタ集があり、第6番イ長調の第2楽章アレグロは現在もしばしば演奏される。
姓はパラディージ(Paradisi)とされることも多いが、おそらくパラディエスが正しい。

## 生涯
パラディエスの伝記資料はきわめて限られており、正確な生い立ちは明らかでないが、おそらくナポリの出身であり、ニコラ・ポルポラに学んだらしい。
文献上最初に知られる曲は、1738年、ルッカで上演されたヴァンネスキのリブレットによるオペラ『ペルシャのアレクサンドロス』(Alessandro in Persia)である。その後はヴェネツィアのピエタ院で宗教音楽などを作曲している。
1746年以降ロンドンに住み、音楽教師および作曲家として知られた。教師としてはチェンバロ奏者のカサンドラ・フレデリック、作曲家のトーマス・リンリー（父）、ドイツのソプラノ歌手ゲルトルート・エリーザベト・マーラらがパラディエスに学んだことが知られている。作曲家としてはヴァンネスキと契約してヘイマーケットの国王劇場でイタリアオペラを作曲・上演した。
1770年、引退してイタリアに帰国しようとしたパラディエスは、リチャード・フィッツウィリアムに自筆原稿を売却した。現在もケンブリッジ大学のフィッツウィリアム美術館に保存されている。
1791年8月25日にパラディエスは没し、ヴェネツィアのサン・ジェミニアーノ教会に葬られたが、同教会は後にナポレオン軍によって破壊された（今の旧行政館の場所にあった）。

## 主な作品
パラディエスはオペラその他の声楽曲も作曲したが、主に器楽曲によって知られる。

### オペラ
- ペルシャのアレクサンドロス （1738年ルッカ） Alessandro in Persia
- カプアのハンニバル（1746年ロンドン）[1] Annibale in Capua
- パエトン（1747年ロンドン） Fetente
- 愛の力（1751年ロンドン） La forza d'amore

### セレナータ
- 運命の定め（1740年ヴェネツィア）Il decreto del fato
- ムーサの競争（1740年ヴェネツィア）Le muse in gara

### その他の声楽曲
- 人気歌曲集（1747年ロンドン） Favourite Songs

### 管弦楽曲
- シンフォニアを4曲作曲している[1]。

### 協奏曲
- オルガンまたはチェンバロのための協奏曲変ロ長調（1768年ごろ、ロンドン）
- オルガンまたはチェンバロのための協奏曲ト短調

### その他の器楽曲
- 人気メヌエットと変奏（1770年ごろ、ロンドン）
- エアと5つの変奏 ハ長調
- メヌエットと変奏 ハ長調
- ジュゼッペ・タルティーニのメヌエットによる変奏曲

### チェンバロ・ソナタ集
もっとも有名な作品は12曲からなるチェンバロ・ソナタ集(Sonate di gravicembalo)である。この作品は1754年に王室の特権により保護されてジョン・ジョンソンから出版された。その後18世紀のうちにロンドン、パリ、オランダで少なくとも7回再版された。レオポルト・モーツァルトはナンネルにあてた1774年12月21日の手紙の中で、パラディエスおよびヨハン・クリスティアン・バッハの作品を練習することを勧めている。19世紀以降になってもピアノ曲集の中にソナタの一部が収録されていることがある。
ソナタはドメニコ・アルベルティのものと同様すべて2楽章からなり、第1楽章はドメニコ・スカルラッティと同様の二部形式、第2楽章は主に舞曲（ジーグやメヌエットなど）またはロンド形式の曲である。
特にソナタ第6番イ長調の第2楽章は「トッカータ」の題で現在もチェンバロまたはピアノで演奏されることが多い。この曲は音楽之友社の『標準版　バロック・アルバム１』にも収録されている。ハープその他さまざまな楽器のための編曲も存在する。

## 評価
チャールズ・バーニーはドメニコ・ツィポーリ、ドメニコ・スカルラッティ、ドメニコ・アルベルティと並んでパラディエスを18世紀イタリア最大の鍵盤楽器の演奏家・作曲家にあげている:424。その一方で彼のオペラ『パエトン』のアリアについては陳腐と批判している:846。
アラン・ブラッドリー『パイは小さな秘密を運ぶ』の中で、主人公の少女フレーヴィアは「ピエトロ・ドメニコ・パラディースの『トッカータ』」を大好きな曲としている。